# Linia kolejowa Riisselja – Ikla
Linia kolejowa Riisselja – Ikla (est. Riisselja – Ikla raudteeliin) – rozebrana kolej wąskotorowa o rozstawie szyn 750 mm znajdująca się dawniej w południowo-zachodniej Estonii, łącząca miejscowości Riisselja i Ikla (nad Zatoką Ryską).

## Historia
Linia odchodziła od stacji Riisselja kolei Parnawa – Müsaküla – Valga. Stacja Riisselja została wybrana jako punkt początkowy nowego szlaku, ponieważ w 1919 powstała tutaj linia wąskotorowej kolei leśnej w kierunku Ikli. Przebudowa i rozbudowa tego traktu do wsi Orajõe rozpoczęła się w 1920. Linię otwarto dla ruchu na odcinku Riisselja – Orajõe 22 stycznia 1923. Szlak przedłużono z Orajõe do Ikli w 1925. Stacje Ikla i Ainaži (na Łotwie, gdzie kończyła się łotewska linia z Puikules) zostały połączone przez Niemców podczas II wojny światowej.
Linia została zamknięta 30 września 1975. Była to ostatnia publiczna kolej wąskotorowa w Estonii. Szlak wkrótce zdemontowano.

## Stacje i przystanki
Kolejne stacje i przystanki, począwszy od Riisselja:
- Riisselja ← Parnawa / Valga,
- Ristikula,
- Timmkanal,
- Laiksaare,
- Massiaru,
- Teaste,
- Orajõe (1923),
- Ikla (1925) → Ainaži (Łotwa, od 1940)[2].

## Galeria

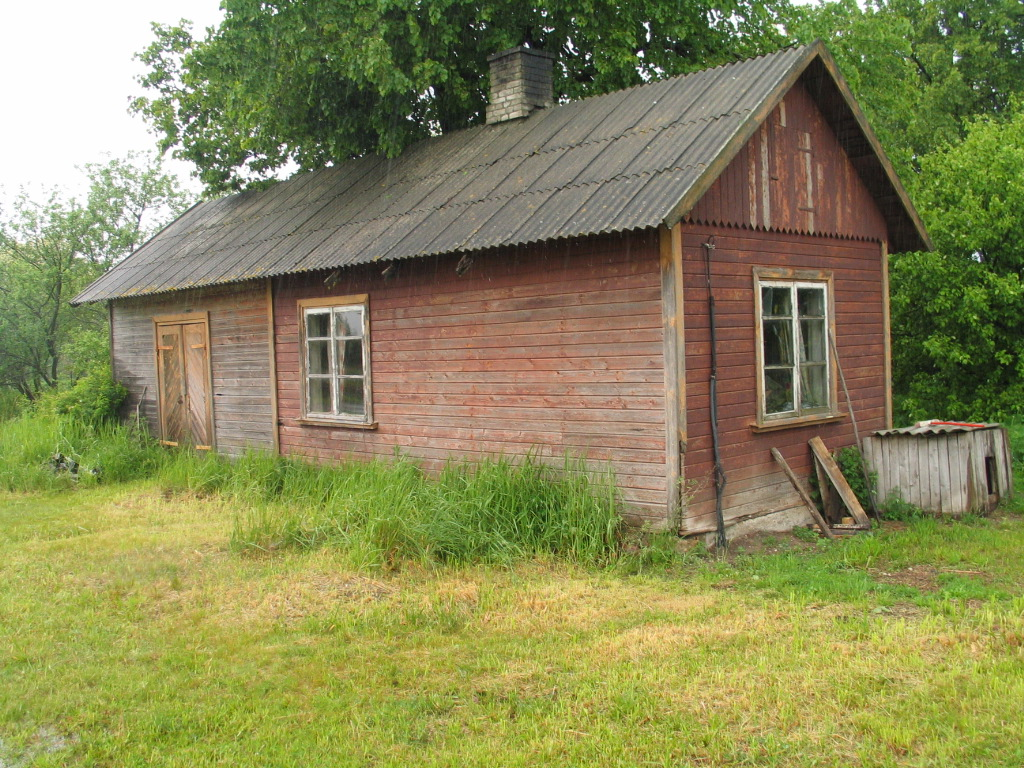
Dawny magazyn w Ikli
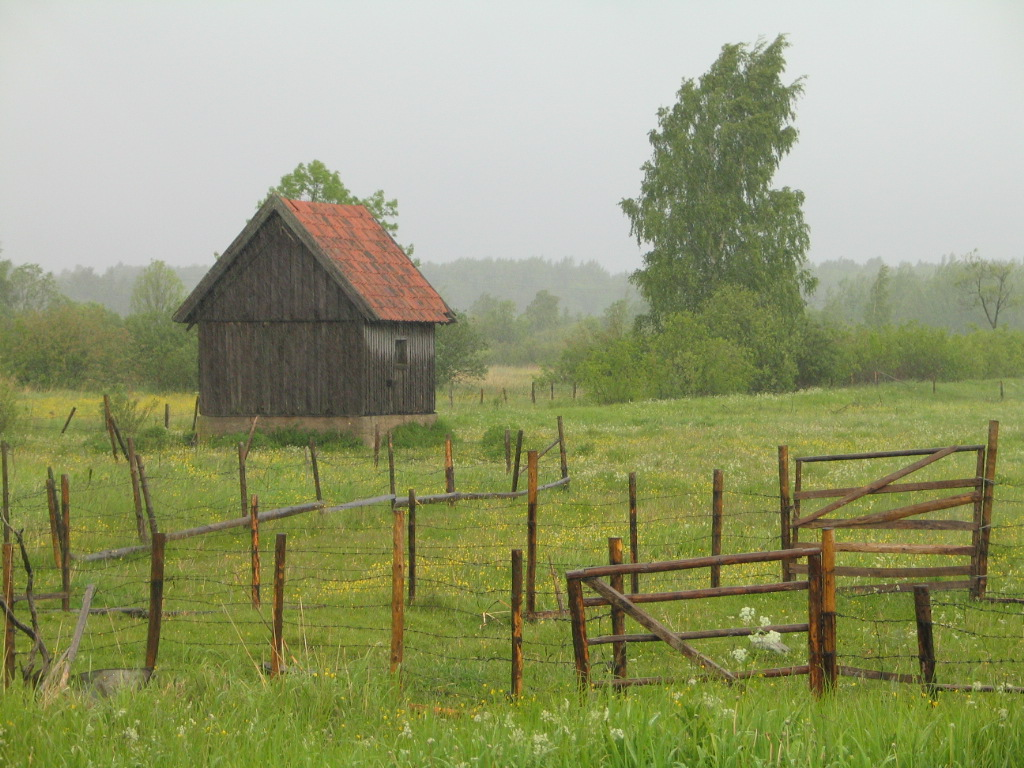
Dawny teren stacyjny w Ikli